# Silkeborg
Silkeborg − miasto w centralnej części Danii położone na Półwyspie Jutlandzkim, nad rzeką Gudenå. Miasto jest siedzibą gminy Silkeborg. Jest zamieszkiwane przez 41674 mieszkańców (2008).
Rozwój miasta zapoczątkowała budowa fabryki papieru w 1844 roku z inicjatywy Michaela Drewsena. Prawa miejskie otrzymało w 1900 roku. Po zamknięciu fabryki w 2000 roku ważną rolę odgrywa przemysł maszynowy i wółkienniczy. Miasto jest siedzibą Jyske Bank - jednego z największych banków Danii.
Wśród atrakcji miasta wymienić można:
- Hjejlen - najstarszy działający parowiec węglowy na świecie
- festiwal jazzowy Riverboat
- Silkeborg AQUA
- Himmelbjerget - jedno z najwyższych wzniesień Danii znajdujące się w pobliskim Ry
- Silkeborg Bad
- okoliczne jeziora i lasy

## Transport
W mieście znajduje się stacja kolejowa Silkeborg.

## Miasta siostrzane
- Bośnia i Hercegowina: Banja Luka
- Finlandia: Savonlinna
- Islandia: Árborg
- Norwegia: Arendal
- Polska: Giżycko
- Polska: Warszawa
- Szwecja: Kalmar
- Niemcy: Kaiserslautern
- Stany Zjednoczone: Corona